# Daniel Chun
Daniel Chun, född 1980, är en amerikansk författare av komedier. 
Chuns föräldrar kom till USA från Sydkorea 1974. Han var mellanbarnet av två bröder. Mesta delen av sin ungdom tillbringade han i Stroudsburg i Pennsylvania. Han fick redan som sexåring bilder publicerade i Highlights Magazine. Han tog examen som salutatorian på Stroudsburg High School och fortsatte till Harvard University. Där började han skriva för skämttidningen Harvard Lampoon. Numera skriver han för den tecknade komediserien Simpsons. Chun har även skrivit för TNR.com, 02138 Magazine, New York Magazine, The Huffington Post och Vitals magazine; i den sistnämnda skriver han baksideskolumnen. Han har även en populär blogg på  MySpace, samt skriver scenarier för videospel (senast för Thrillville, från LucasArts och Frontier).

## Simpsonsavsnitt skrivna av Daniel Chun
- "Marge's Son Poisoning"
- "Jazzy and the Pussycats"
- "G.I. (Annoyed Grunt)"
- "Rome-old and Juli-eh"
- "Any Given Sundance"